# Dorian Gray (film, 1970)
Dorian Gray är en skräckfilm från 1970, baserad på Oscar Wildes roman Dorian Grays porträtt, i regi av Massimo Dallamano. Handlingen är transponerad till sent 1960-tal och år 1970.
Dorian Gray regisserades av Massimo Dallamano och är baserad på Oscar Wildes roman Dorian Grays porträtt.

## Rollista
| Helmut Berger        | – Dorian Gray     |
| Richard Todd         | – Basil Hallward  |
| Herbert Lom          | – Henry Wotton    |
| Marie Liljedahl      | – Sybil Vane      |
| Margaret Lee         | – Gwendolyn       |
| Maria Rohm           | – Alice Campbell  |
| Beryl Cunningham     | – Adrienne        |
| Isa Miranda          | – Mrs. Ruxton     |
| Eleonora Rossi Drago | – Esther Clouston |
| Renato Romano        | – Alan            |
| Stewart Black        | – James Vane      |